# 贝特朗·韦克滕
贝特朗·韦克滕（法語：Bertrand Vecten，1972年2月26日—），法国男子赛艇运动员。他曾代表法国参加1996年夏季奥林匹克运动会赛艇比赛，获得男子四人单桨无舵手银牌。